# Henrietta H. Fore

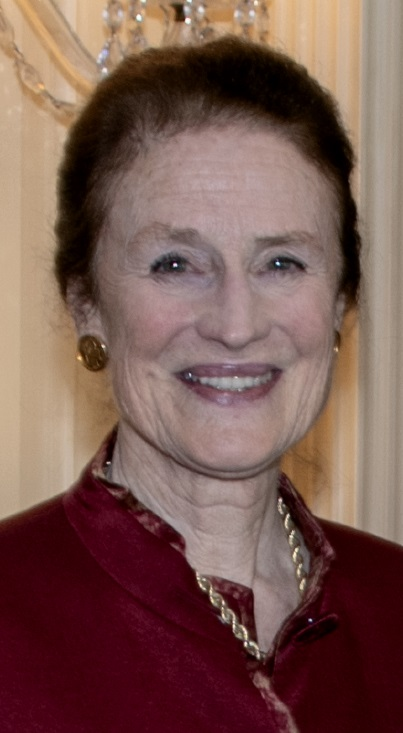
Henrietta H. Fore (2019)

Henrietta Holsman Fore (* 1948) ist eine US-amerikanische Regierungsbeamtin und Funktionärin der Vereinten Nationen. Von 2018 bis 2021 fungierte sie als Exekutivdirektorin des Kinderhilfswerks der Vereinten Nationen (UNICEF).

## Ausbildung
Henrietta H. Fore studierte Geschichtswissenschaften am Wellesley College und schloss dieses Studium mit dem Grad Bachelor of Arts ab. An der University of Northern Colorado machte sie im Anschluss den Master of Science im Fach Public Administration. 

## Karriere
Im Jahr 1989 begann Fore als Assistant Administrator für Asien bei der United States Agency for International Development (USAID) in Washington, D. C., wo sie bis 1993 arbeitete.
Von 2001 bis 2005 war sie Direktorin der United States Mint, von 2005 bis 2007 war sie im US-Außenministerium tätig. Als Under Secretary of State for Management verantwortete sie dort ein Budget von 3,6 Milliarden Dollar. Im Jahr 2007 wechselte sie erneut zur USAID, der sie als Administratorin vorstand, und wurde zugleich Director der United States Foreign Assistance. Zwischenzeitlich arbeitete sie zudem in der Privatwirtschaft. Am 1. Januar 2018 übernahm sie als siebte Exekutivdirektorin die Führung des Kinderhilfswerks der Vereinten Nationen. Am 13. Juli 2021 erklärte sie wegen einer schweren Erkrankung ihres Ehemanns ihren Rücktritt vom Amt.

## Privates
Fore ist verheiratet und hat vier Kinder.